# Territoire d'énergie Pyrénées-Atlantiques
Territoire d'énergie Pyrénées-Atlantiques (TE 64), anciennement syndicat d'énergie des Pyrénées-Atlantiques (SDEPA) est un syndicat mixte fermé français qui exerce pour le compte de ses adhérents (communes et EPCI) la compétence d'« autorité organisatrice » de réseaux publics de distribution d’énergie électrique dans le département des Pyrénées-Atlantiques.

## Historique
Le syndicat départemental d’électrification des Basses-Pyrénées est créé en 1949 avec pour mission de traiter toutes les questions relatives à l’électrification rurale, à l'époque de la reconstruction du pays. Depuis 2015, il est compétent sur l'ensemble du département.